# Ğazı II Girej

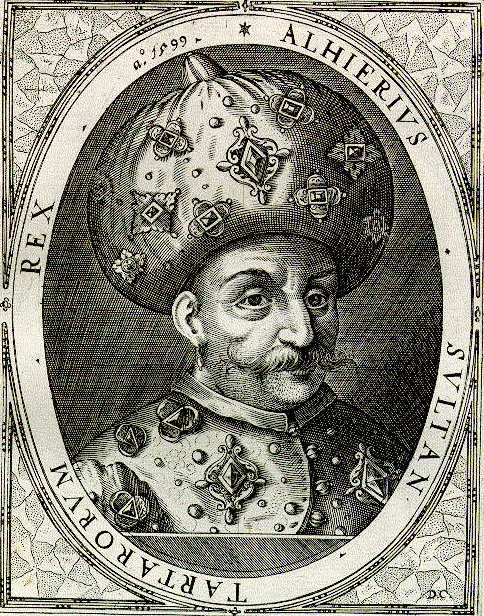
Gazi II Girej.

Gazi II Girej (ur. 1551 r. – zm. 1607 r.) – chan krymski w latach 1588–1596 oraz 1597–1607.
Władca zwany Bora tj. Burza, władca Chanatu krymskiego, który doprowadził go do znacznej potęgi i znaczenia. Wspierał rozwój nauki i kultury.
Gazi II Girej został pochowany na Cmentarzu Chanów w Bachczysaraju. Jego grób nie zachował się.